# NGC 5882
NGC 5882 är en liten planetarisk nebulosa belägen i stjärnbilden Vargen ca 1,5° sydväst om Epsilon Lupi. Den upptäcktes 2 juli 1834 av astronomen John Herschel. John L. E. Dreyer beskrev den som "mycket liten, rund, ganska skarp". Den befinner sig på ett ungefärligt avstånd av 7 700 ljusår från solen.

## Egenskaper
NGC 5882 består av den avlämnade yttre atmosfären hos en åldrande stjärna. Den är ungefär elliptisk i formen med flera klumpar av joniserat material och omges av en större region med lägre utsläpp, som sträcker sig tre gånger den nominella diametern av huvudnebulosan. Nebulosan expanderar med en genomsnittlig hastighet på 12,5 km/s. Den består av två skal, ett inre elliptiskt skal med en utsträckning av 11 × 6 bågsekunder och ett rundare och snabbare expanderande yttre skal med en diameter på 15 bågsekunder. Det inre skalet har vad som verkar vara flera bubbelliknande former. Klumpar i det yttre skalet kan vara resultatet av instabilitet. 
Nebulosans överskott av element liknar dem i solen, med undantag för en dubblerad anrikning av kväve. Den senare tyder på att centralstjärnan inte gick igenom en andra dredge-up. Centralstjärnan har en skenbar magnitud på 13,43. Den lyser med 830 gånger solens ljusstyrka och har 22,7 procent av solens radie. Den ligger något förskjuten från nebulosans symmetriska centrum.